# سربرولایزین

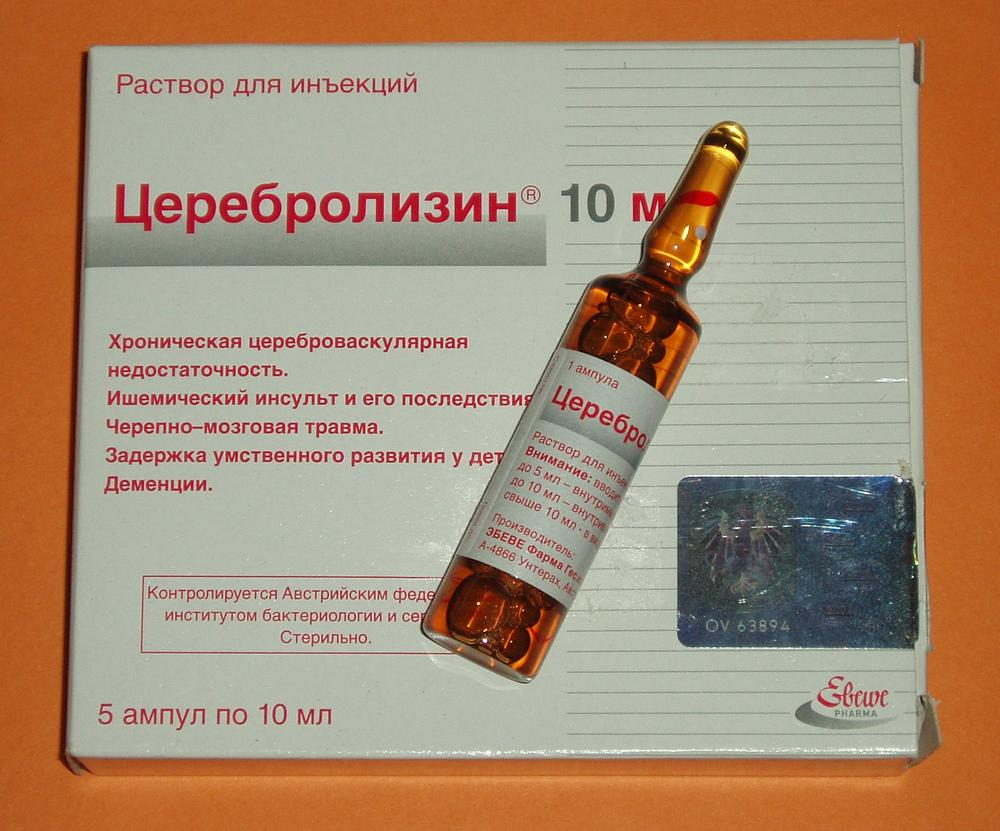
ویال محصول.

سِرِبرولایزین (به انگلیسی: Cerebrolysin)، ترکیبی از پپتیدهای استحصال‌شده از مغز خوک است. برخی از این فاکتورها شامل فاکتورهای نوروتروفیک مشتق‌شده از مغز (bdnf)، فاکتور رشد عصبی مشتق‌شده (gdnf)، فاکتور رشد عصبی (ngf) و فاکتورهای نوروتروفیک است. با وجود این‌که از سربرولایزین برای سکته مغزی و زوال عقل عروقی استفاده می‌شود، شواهد ناچیزی در مورد تأثیرات مثبت این دارو در بهبود بیماران سکته مغزی موجود است.
برخی شواهد آزمایشی مبنی بر تأثیر مفید این دارو بر مهارت شناختی در افراد مبتلا به زوال عقل عروقی، و نیز اختلال اوتیسم احتمالاً از طریق کاهش رسوب و انباشت آمیلوئید بتا وجود دارد. این دارو به‌طور گسترده‌ای در آسیا، روسیه، اروپای شرقی، و سایر کشورهای جدا شده از شوروی استفاده می‌شود.